# Héctor Bellerín
Héctor Bellerín Moruno (sinh ngày 19 tháng 3 năm 1995) là một cầu thủ bóng đá chuyên nghiệp người Tây Ban Nha hiện đang chơi bóng ở vị trí hậu vệ phải cho câu lạc bộ Real Betis tại La Liga . Anh từng được cho mượn tại Watford mùa giải 2013–14. Bellerín thi đấu quốc tế cho Tây Ban Nha từ lứa U16 đến U21, có trận ra mắt chuyên nghiệp đầu tiên năm 2016 và được chọn vào đội hình tham dự UEFA Euro 2016.

## Sự nghiệp câu lạc bộ
Sinh ra tại Barcelona, Catalunya, Bellerín khởi nghiệp tại đội trẻ của câu lạc bộ Barcelona. Anh chuyển đến Arsenal vào mùa hè năm 2011 và ký hợp đồng chuyên nghiệp đầu tiên với câu lạc bộ nước Anh vào tháng 7 năm 2013. Bellerín có trận ra mắt trong cuộc làm khách trước West Bromwich Albion ở vòng ba của cúp Liên đoàn bóng đá Anh vào ngày 25 tháng 9 năm 2013; anh vào sân ở phút thứ 95 thay thế Mikel Arteta trong chiến thắng ở loạt sút lân lưu sau khi hòa 1-1. Hai tháng sau Bellerín gia nhập đội bóng ở Championship Watford với bản hợp đồng cho mượn hai tháng; anh có trận ra mắt đối đầu Yeovil Town tám ngày sau khi ký hợp đồng. Bản hợp đồng cho mượn tại Watford được gia hạn đến cuối mùa giải, nhưng Arsenal đã gọi lại anh vào tháng 2 năm 2014.

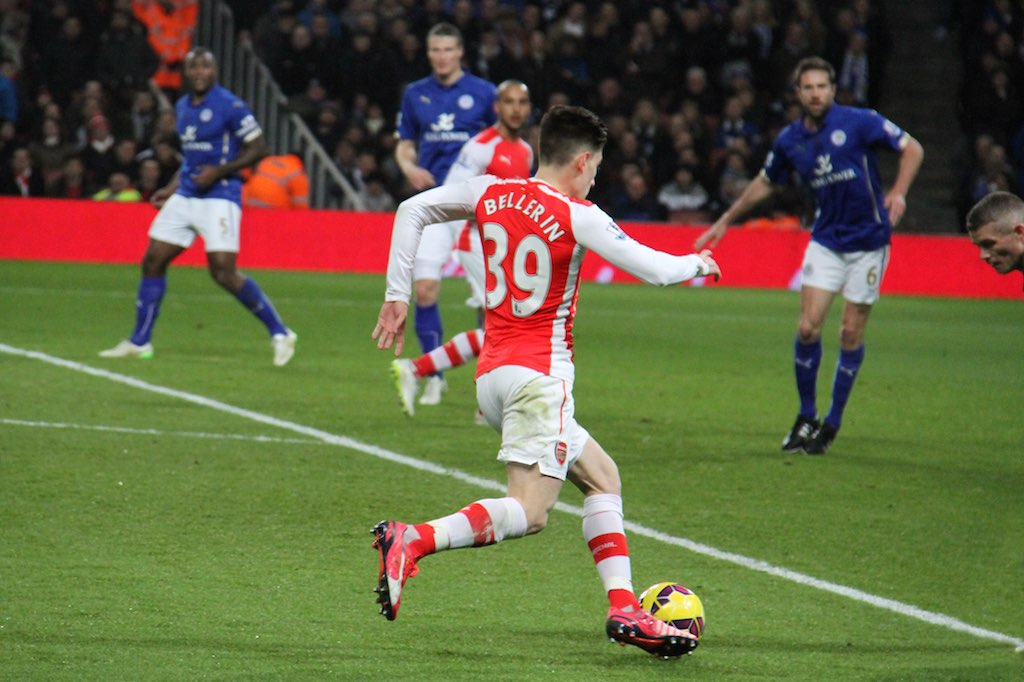
Bellerín giữ bóng trong trận gặp Leicester City vào tháng 2 năm 2015.

Sau những ca chấn thương của Mathieu Debuchy, Calum Chambers và Nacho Monreal, Bellerín có trận ra mắt Champions League vào ngày 16 tháng 2 năm 2014 trong thất bại sân khách 2-1 trước Borussia Dortmund. Anh ghi bàn thắng đầu tiên cho Arsenal vào ngày 1 tháng 2 băn 2015, trong chiến thắng 5-0 trước Aston Villa, và bàn thắng thứ hai vào ngày 4 tháng 4 khi mở ra thắng lợi 4-1 trước Liverpool mặc dù đã gây ra quả phạt đền bởi pha phạm lỗi với Raheem Sterling.

## Sự nghiệp quốc tế
Sau khi lọt đến vòng bán kết của giải vô địch U19 Châu Âu cùng đội U19, Bellerín có trận ra mắt trong đội U21 của Albert Celades vào ngày 30 tháng 3 năm 2015, chơi trọn vẹn 90 phút trong chiến thắng trận giao hữu 4-0 trước Belarus tại León. Ngày 29 tháng 5 năm 2016, sau được điền tên vào danh sách đội hình sơ loại tham dự UEFA Euro 2016, Bellerín có trận ra mắt toàn đội bắt đầu bằng chiến thắng trận giao hữu 3-1 trước Bosna và Hercegovina tại AFG Arena ở St. Gallen, Thụy Sĩ. Hai ngày sau anh được lựa chọn vào đội hình chính thức sau khi Dani Carvajal rút lui vì chấn thương.

## Phong cách chơi bóng
Bellerin trở nên nổi tiếng với tốc độ siêu việt của anh. Vào cuối mùa 2014-15, anh đã phá kỷ lục chạy nước rút 40 m của Theo Walcott tại Arsenal khi kém cầu thủ người Anh 1/100 giây, qua đó trở thành cầu thủ chạy nước rút nhanh nhất tại Arsenal. Kỷ lục trên thậm chí còn vượt qua cả kỷ lục của vận động viên người Jamaica Usain Bolt ở cự ly 40m.

## Thống kê sự nghiệp

### Câu lạc bộ
Tính đến 1 tháng 11 năm 2020
| Câu lạc bộ          | Mùa giải            | Giải đấu            | Giải đấu | Giải đấu | FA Cup | FA Cup | League Cup | League Cup | Châu Âu | Châu Âu | Tổng cộng | Tổng cộng |
| Câu lạc bộ          | Mùa giải            | Giải đấu            | Trận     | Bàn      | Trận   | Bàn    | Trận       | Bàn        | Trận    | Bàn     | Trận      | Bàn       |
| ------------------- | ------------------- | ------------------- | -------- | -------- | ------ | ------ | ---------- | ---------- | ------- | ------- | --------- | --------- |
| Arsenal             | 2013–14             | Premier League      | 0        | 0        | 0      | 0      | 1          | 0          | 0       | 0       | 1         | 0         |
| Watford (mượn)      | 2013–14             | Championship        | 8        | 0        | 0      | 0      | 0          | 0          | 0       | 0       | 8         | 0         |
| Arsenal             | 2014–15             | Premier League      | 20       | 2        | 3      | 0      | 1          | 0          | 4       | 0       | 28        | 2         |
| Arsenal             | 2015–16             | Premier League      | 36       | 1        | 1      | 0      | 0          | 0          | 0       | 6       | 44        | 1         |
| Arsenal             | 2016–17             | Premier League      | 33       | 1        | 4      | 0      | 0          | 0          | 5       | 0       | 42        | 1         |
| Arsenal             | 2017–18             | Premier League      | 35       | 2        | 0      | 0      | 3          | 0          | 8       | 1       | 47        | 3         |
| Arsenal             | 2018–19             | Premier League      | 19       | 0        | 0      | 0      | 0          | 0          | 0       | 0       | 19        | 0         |
| Arsenal             | 2019–20             | Premier League      | 15       | 1        | 3      | 0      | 2          | 0          | 3       | 0       | 23        | 1         |
| Arsenal             | 2020–21             | Premier League      | 7        | 0        | 0      | 0      | 1          | 0          | 1       | 0       | 10        | 0         |
| Arsenal             | Tổng cộng           | Tổng cộng           | 165      | 7        | 11     | 0      | 8          | 0          | 27      | 1       | 214       | 8         |
| Tổng cộng sự nghiệp | Tổng cộng sự nghiệp | Tổng cộng sự nghiệp | 173      | 7        | 11     | 0      | 8          | 0          | 27      | 1       | 222       | 8         |

## Danh hiệu

### Câu lạc bộ

#### Arsenal
- FA Cup: 2014–15,[21] 2016–17,[22] 2019–20[23]
- FA Community Shield: 2015,[24] 2017,[25] 2020[26]
- EFL Cup á quân: 2017–18[27]

#### Real Betis
- Copa del Rey: 2021–22[28]

#### Barcelona
- Supercopa de España: 2022–23[29]

### Quốc tế

#### U21 Tây Ban Nha
- UEFA European Under-21 Championship á quân: 2017[30][31]

### Cá nhân
- UEFA European Under-19 Championship Team of the Tournament: 2013[cần dẫn nguồn]
- PFA Team of the Year: 2015–16 Premier League[32]